# Pseudoleskeella nervosa
Pseudoleskeella nervosa (Baum-Kettenmoos) ist eine Laubmoos-Art aus der Familie Pseudoleskeellaceae. Synonyme sind unter anderen Leskea nervosa (Brid.) Myrin oder Leskeella nervosa (Brid.) Loeske.

## Merkmale
Pseudoleskeella nervosa bildet mit ihren feinästigen Pflanzen mäßig dichte, dunkelgrüne, verwobene, glanzlose Rasen. Die kriechenden, mit Rhizoiden am Substrat haftenden Stämmchen werden bis 8 Zentimeter lang und sind unregelmäßig bis fiedrig verzweigt. An den aufrechten Ästen befinden sich oft Büschel von Brutästen und Brutknospen, das Moos weist dann eine Ähnlichkeit mit Platygyrium repens auf.
Die Blätter sind aus breiter Basis plötzlich bis allmählich lang zugespitzt, bis 15 Millimeter lang, ganzrandig und besitzen eine kräftige, bis in die Blattspitze reichende Rippe. Sie sind ziemlich dichtstehend angeordnet, feucht und trocken locker anliegend, die Blattspitzen jedoch abstehend bis zurückgebogen. Die Blattzellen sind in der Blattmitte oval bis gerundet rechteckig und etwa doppelt so lang wie breit, an den Blatträndern quadratisch und in den Blattflügeln quadratisch bis querrechteckig.
Die Sporenkapsel auf der etwa 1 Zentimeter langen Seta ist zylindrisch, leicht gekrümmt und aufrecht, unter der Mündung nicht verengt. Der Deckel ist schief geschnäbelt, die Haube reicht bis zum Kapselgrund. Die fein papillösen Sporen haben eine Größe von 12 bis 16 Mikrometer. Die Art fruchtet offensichtlich sehr selten.

## Standortansprüche und Verbreitung
Die basenliebende Art wächst vor allem in montanen Wäldern auf Laubholzborke im unteren bis mittleren Stammbereich, seltener auf kalkhaltigem Gestein. Bevorzugt werden Waldränder oder aufgelichtete Stellen in Wäldern. Gegenüber Luftschadstoffen ist sie sehr empfindlich.
Pseudoleskeella nervosa ist auf der Nordhalbkugel verbreitet. In Deutschland, Österreich und der Schweiz ist sie in den Alpen ziemlich häufig, in den Mittelgebirgen zerstreut vorkommend, in der Ebene selten.